# R
R е осeмнадесетата буква от латинската азбука. Използвана във всички езици, въвели латиницата като официална азбука, R има различни звукови стойности – например венечна трептяща съгласна /r/, звучна мъжечна проходна съгласна /ʁ/, мъжечна трептяща съгласна /ʀ/, венечна едноударна съгласна /ɾ/, ретрофлексна едноударна съгласна /ɽ/, ретрофлексна приблизителна съгласна /ɻ/ и др., а понякога дори и не се чете. Еквивалентът на буквата на кирилица е кирилската буква р.